# Aschlakka
Aschlakka war eine kleine Stadt und ein kleiner gleichnamiger Stadtstaat in der ersten Hälfte des zweiten Jahrtausend v. Chr. Die genaue Lokalisierung ist nicht sicher. Der Ort ist vor allem aus Keilschrifttexten aus Mari bekannt, wonach die Stadt nördlich von Mari am Chabur zu lokalisieren ist. Durch Briefe aus Mari aus der Zeit des Königs Zimri-Lim (um 1750 v. Chr.) ist die Geschichte der Stadt aus dieser Zeit besonders gut dokumentiert. Am Beginn der Regierungszeit von Zimri-Lim regierte hier ein König mit dem Namen Schachdum-Adal, der gegen die Interessen Zimri-Lims handelte, worauf der letztere eine Armee nach Aschlakka sandte,  Schachdum-Adal absetzte und einen gewissen Ibal-Addu auf den Thron setzte. Ibal-Addu heiratete Inib-scharri, eine Tochter Zimri-Lims. In der Folgezeit handelte Ibal-Addu wenig loyal, worauf Zimri-Lim wieder eine Armee nach Aschlakka sandte und die Stadt plünderte und Ibal-Addu absetzte.